# Blackwater (comté de Cork)
Pour les articles homonymes, voir Blackwater.
La Blackwater, ou Munster Blackwater (en irlandais : An Abhainn Mhór, « la grande rivière ») est un fleuve du sud de l'Irlande qui s'écoule au travers des comtés de Kerry, de Cork, et de Waterford.

## Géographie
La Blackwater prend sa source dans les Mullaghareirk Mountains (en) dans le comté de Kerry, et s'écoule vers l'est dans le comté de Cork, traversant les villes de Mallow et Fermoy. Elle entre ensuite dans le comté de Waterford, passant par Lismore, puis son cours prend la direction du sud à Cappoquin, et elle finit par se jeter dans la mer Celtique à Youghal.
La Blackwater s'étend sur 168 kilomètres.
Elle est réputée pour être un des meilleurs cours d'eau à saumon du pays, bien que les stocks aient notablement décliné ces dernières années. Cette diminution pourrait être attribuée à l'élevage de saumon sur la côte ouest de l'Irlande. Les pêcheurs doivent payer une taxe au Duc de Devonshire, qui possède le lit du fleuve et peut en percevoir les droits de pêche ; le duc est également propriétaire du château de Lismore.

### Article lié
- Liste des cours d'eau d'Irlande